# Cleistes paranaensis
Cleistes paranaensis,  es una especies   de orquídea de hábitos terrestres. Tiene hojas alternas y flores grandes que se abren sucesivamente, tiene raíces tuberosas delicadas, y se encuentra en casi todo Brasil y Paraguay.

## Taxonomía
Cleistes paranaensis fue descrita por (Barb.Rodr.) Schltr. y publicado en Archivos de Botânica do São Paulo 1: 180, en el año 1926.
Etimología
Cleistes: nombre genérico que viene del griego kleistos = "cerrado", en referencia a sus  flores que apenas están abiertas.
paranaensis: epíteto geográfico que alude a su localización en Paraná.
Sinonimia
- Cleistes paranaensis var. bradeana (Kraenzl.) Hoehne
- Cleistes paranaensis var. minor Hoehne
- Pogonia bradeana Kraenzl.
- Pogonia paranaensis Barb.Rodr.
- Pogonia paranaensis var. major Schltr.[3]